# 路德維希 (名)
路德維希（德語：Ludwig）是一個德語名字，源自古高地德語Hludwīg，也拼寫為Hluotwīg。在詞源上，這個名字可以追溯到原始日耳曼語名字*hlūdazwiganą，它分別由兩個元素組成：*hlūdaz（“響亮，著名”）和*wiganą（“戰鬥，戰鬥”），由此產生名字的意思是“著名的戰士”或“在戰鬥中出名”。